# Signoria di Ramla
La Signoria di Ramla era uno degli stati vassalli del Regno di Gerusalemme ed era compreso all'interno della Contea di Giaffa e Ascalona.

## Storia
Durante la prima crociata, nel loro cammino verso Gerusalemme, i Crociati conquistarono Lidda, dove decisero di costruire una chiesa.
Le voci sulle atrocità commesse dai Crociati nel saccheggio indussero gli abitanti musulmani ad abbandonare Ramla, che era priva delle difese necessarie a sostenere un assedio.
Dopo la sua capitolazione nel 1099, Ramla venne posta sotto la supervisione di Roberto, della diocesi di Rouen che i crociati insediarono come vescovo di Lidda e Ramla, questa divenne così, almeno inizialmente, una signoria ecclesiastica.
Tuttavia tra il 1115 e il 1120 Ramla si trasforma in una signoria secolare, affidata a Baldovino di Ramla, che già nel 1106 era incaricato della difesa del castello e nel 1126 entra a far parte della Contea di Giaffa e Ascalona per diventare nuovamente una signoria separata dopo la rivolta del Conte Ugo II du Pouiset nel 1134 ancora con Baldovino di Ramla come suo signore.
Il castello di Ibelin venne costruito proprio nei pressi di Ramla ed entrò presto a far parte dei possedimenti della casata degli Ibelin come eredità di Helvis, figlia di Baldovino di Ramla e moglie di Barisano di Ibelin.
Così come gran parte del Regno di Gerusalemme anche la Signoria di Ramla venne conquistata da Saladino nel 1187.
La città fu recuperata nel 1229 da Giovanni di Ibelin, Connestabile di Gerusalemme.
Sebbene legalmente distinto da essi, il possedimento di Ramla si mescolò agli altri possedimenti degli Ibelin riconquistati durante la terza crociata e dalla metà del XIII secolo essa non è distinguibile dalla più estesa Contea di Giaffa e Ascalona.
Nel 1260 il Sultano Baybars riprese infine la città. Giovanni morì nel combattimento.

### Signori di Ramla
- Vescovo Roberto da Rouen (1099 - c. 1106)
- Baldovino di Ramla, Signore del castello (1106 - 1134), Signore di Ramla (1134 - ?)
- Barisano di Ibelin (? - 1151), sposato con Helvis di Ramla figlia del precedente
- Ugo di Ibelin (1151 - 1170), figlio del precedente
- Baldovino di Ibelin (1170 – 1186), fratello del precedente
- Tommaso di Ibelin (1186-1187), figlio del precedente
- riconquista dei musulmani (1187 - 1229)
- demanio regio (1229 - 1244)
- Giovanni di Ibelin (c.1247)[3]